# Kölbldorf
Kölbldorf ist ein Ortsteil der Gemeinde Bruck in der Oberpfalz im Landkreis Schwandorf (Bayern).

## Geografie
Der Weiler Kölbldorf liegt in der Oberpfalz im Naturpark Oberer Bayerischer Wald, ca. 35 Kilometer nordöstlich von Regensburg an der Bundesstraße 85. In der Ortsmitte befinden sich ein Teich und eine Kapelle mit Marienfigur (erbaut 1971).

## Geschichte

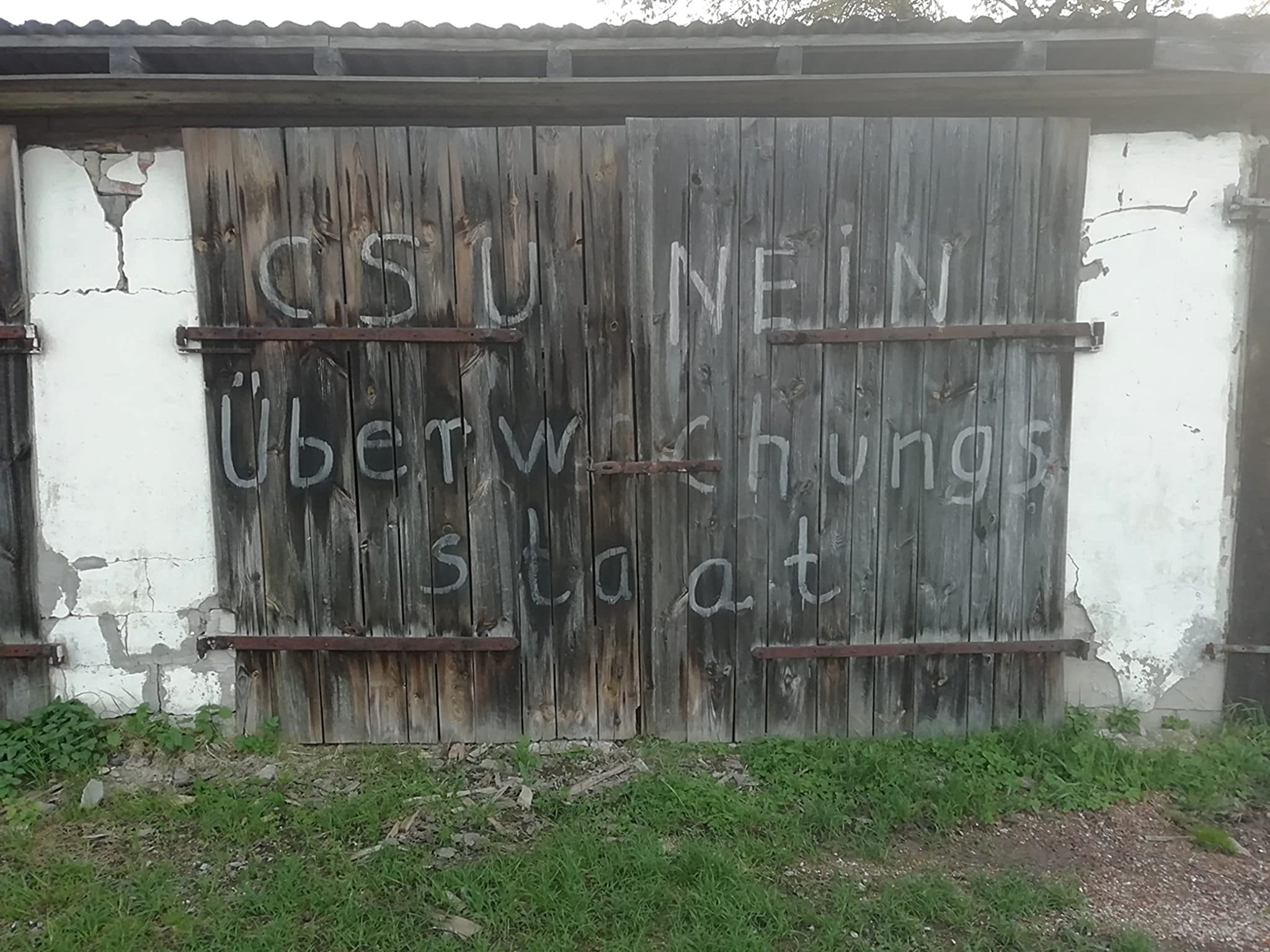
Protest gegen die WAA

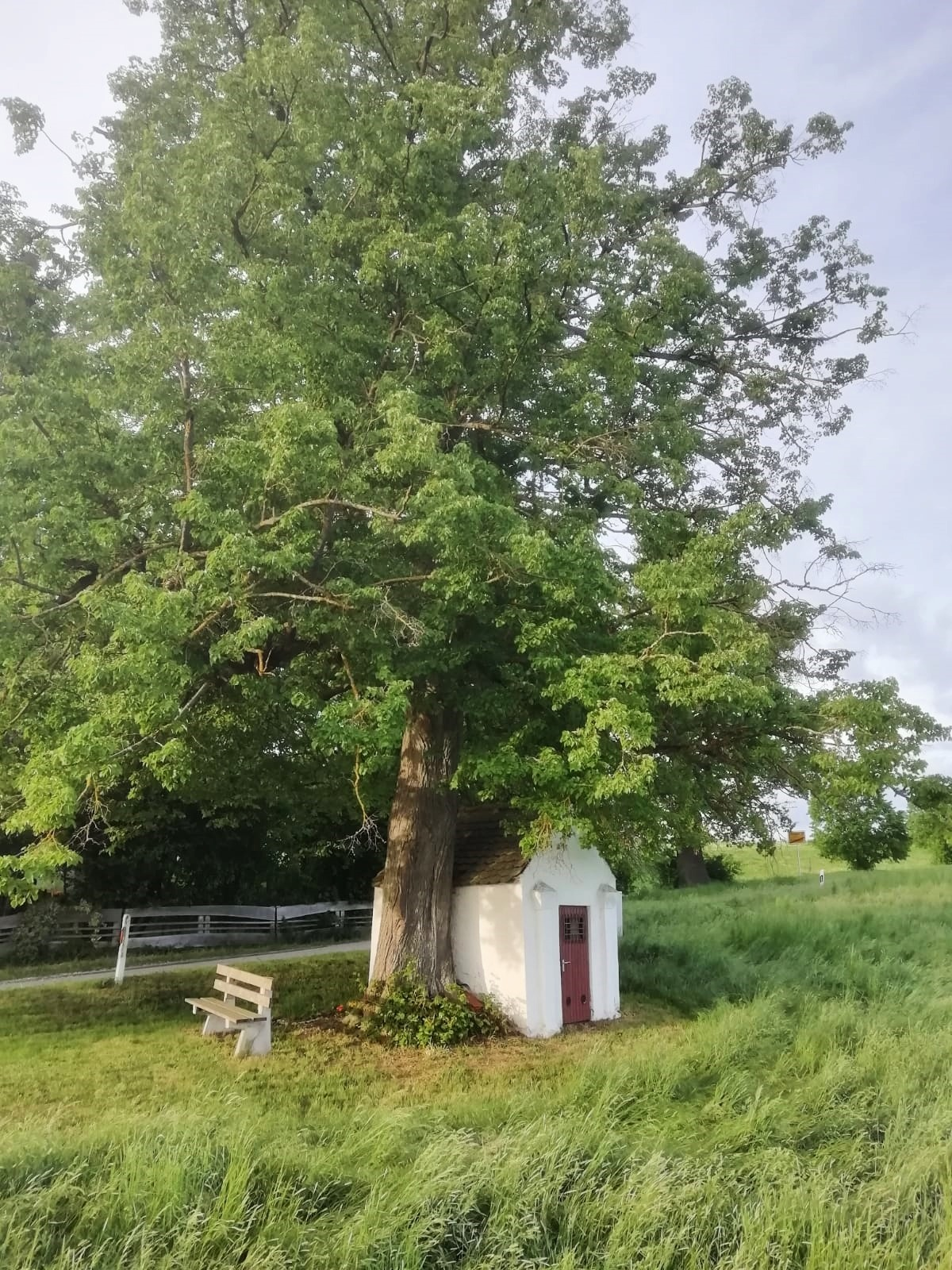
Kapelle am Ortseingang

Kölbldorf gehörte früher zur Gemeinde Schögras und kam im Zuge der Gebietsreform in Bayern 1971 mit Schöngras zur Gemeinde Bruck.
Überregional bekannt wurde Kölbldorf durch das erste Sommerlager 1983 gegen die atomare Wiederaufarbeitungsanlage Wackersdorf (WAA) und als die Ortschaft 1986 von 500 Polizeibeamten umstellt und durchsucht wurde, um übernachtende WAA-Demonstranten festzunehmen. Auch der Hof des Landwirts Josef Fischer wurde damals durchsucht, nachdem er Demonstranten bei sich aufgenommen und mit einem Slogan auf seinem Scheunentor die Staatsmacht provoziert hatte. Die Polizeiaktion wurde auch im Bundestag in Frage gestellt.

## Einwohnerzahl
- 1871: 67[7]
- 1925: 66[8]
- 1950: 54[9]
- 1970: 46[10]
- 1987: 43[11]

## Persönlichkeiten
- Georg Zizler, Verwaltungsjurist und von 1959 bis 1962 Regierungspräsident der Oberpfalz; Ehrenbürger der Gemeinde Schöngras (siehe Gedenkplatte an der Kapelle in Kölbldorf)